# Rue Saint-Victor
Rue Saint-Victor je ulice v Paříži. Nachází se v 5. obvodu. Ulice je pojmenována po bývalém klášteru svatého Viktora.

## Poloha
Ulice vede od křižovatky s Rue des Écoles a Rue de Poissy a končí na křižovatce s Rue Monge a Rue des Bernardins.

## Historie
Ulice je poprvé zmiňována v soupisu pařížských ulic Le Dit des rues de Paris pod názvem Rue Saint-Vitor.
Ulice původně spojovala Place Maubert (na rohu Rue Sainte-Geneviève a Rue de Bièvre) s Porte Saint-Victor v městských hradbách Filipa II. Augusta asi v místě dnešního domu č. 2 v Rue des Écoles. Zbytek ulice mezi křižovatkou s Rue du Cardinal-Lemoine a Rue des Fossés-Saint-Bernard a křižovatkou ulic Rue Lacépède a Rue Cuvier se nazýval Rue du Faubourg-Saint-Victor. Tato cesta vedla podél zdí opatství svatého Viktora.
Tato část se někdy nazývala Rue du Jardin-du-Roi, protože na tuto ulici navazovala. V roce 1760 už obě části tvořily jednu ulici pod stejným názvem.
V rámci přestavby Paříže za Druhého císařství se ulice postupně zkracovala. Část mezi Rue des Fossés-Saint-Bernard a Rue de Poissy byla začleněna do Rue des Écoles, jejíž prodloužení proběhlo v roce 1855. Část mezi Rue des Bernardins a Place Maubert pohltila Rue Monge v roce 1859.
V 1865 část jižně od Place Jussieu byla přejmenována na Rue Linné. O čtyři roky později byl úsek mezi Rue du Cardinal-Lemoine a Rue Linné přejmenován na Rue Jussieu.

## Zajímavé objekty
- kostel Saint-Nicolas-du-Chardonnet
- dům č. 14: jeho fasáda a střechy jsou chráněny jako historická památka
- dům č. 24: Maison de la Mutualité – stavba ve stylu art deco
- Square de la Mutualité